# Vallon de Saint-Imier

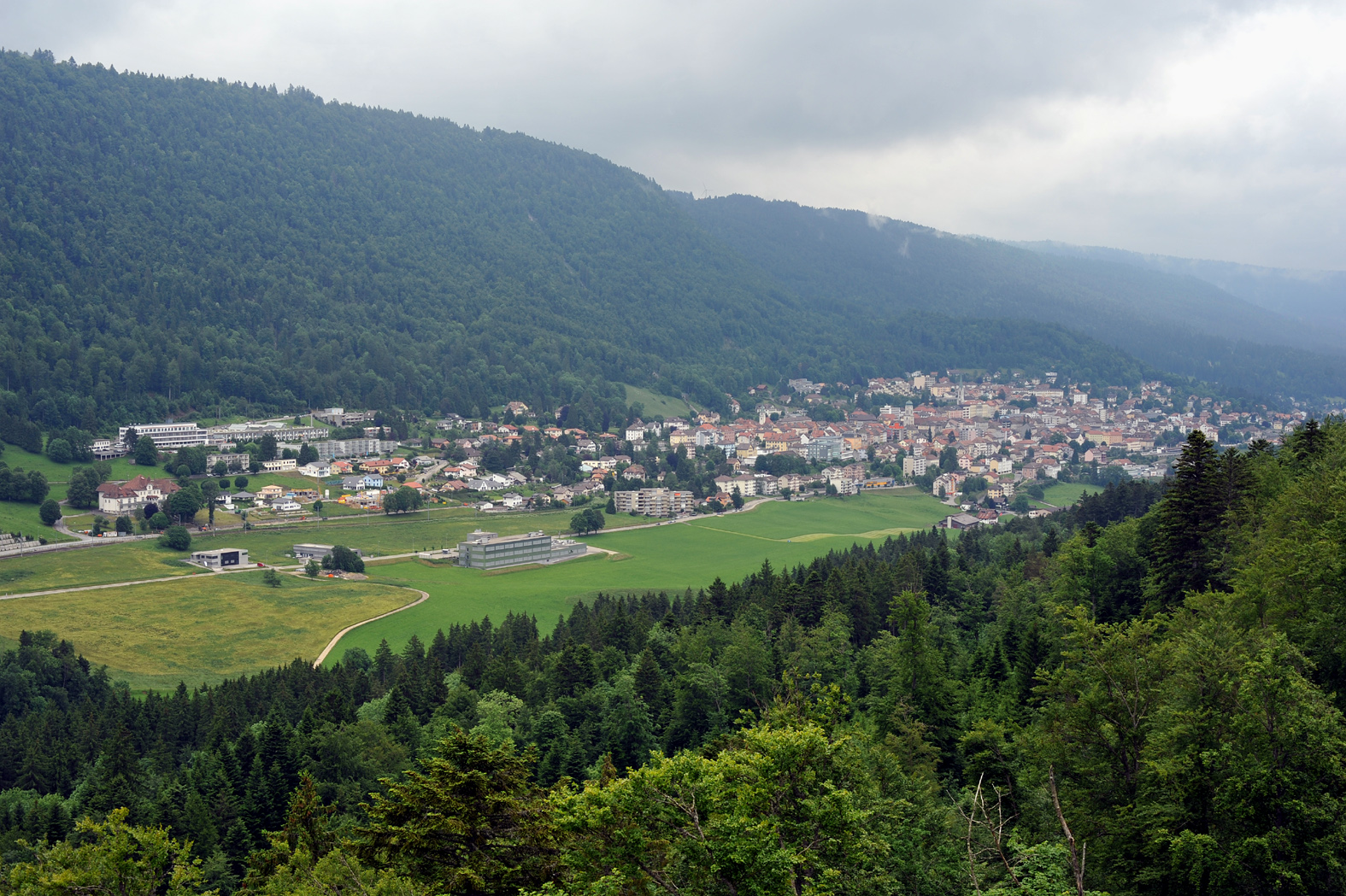
Blick von der Burgruine Erguel auf Saint-Imier

Das Vallon de Saint-Imier (deutsch Sankt-Immer-Tal) ist ein Längstal im Jura, im Nordwesten des Schweizer Kantons Bern. Das 27 km lange Tal ist im oberen Bereich 1,5 bis 2 km, im unteren Bereich 3 bis 4 km breit (jeweils als Querschnitt zwischen den oberen Talhängen gemessen).

## Topographie
Das Talbecken bildet geologisch eine grosse Synklinale zwischen zwei Juraketten. Es wird im Norden auf der ganzen Länge von der Antiklinale der Montagne du Droit (bis 1289 m ü. M.) flankiert. Die südliche Begrenzung bilden die Chasseral-Kette mit dem 1607 m ü. M. hohen Chasseral und, etwas weiter im Westen, die Antiklinale des Mont d’Amin (1417 m ü. M.). Seinen Ausgangspunkt nimmt das Vallon de Saint-Imier an einer Blattverschiebung (Transformbruch) nördlich des Passübergangs Vue des Alpes, wenige Kilometer südöstlich von La Chaux-de-Fonds. Hier liegt das Quellgebiet der Schüss (französisch Suze), die das Tal entwässert. In diesem obersten Bereich liegt der Talboden auf fast 1000 m ü. M. Die Längsneigung beträgt anfangs drei bis vier Prozent, sinkt aber schon oberhalb Saint-Imier unter zwei Prozent. Bei Sonceboz-Sombeval liegt der Talboden auf 650 m ü. M.
Das Vallon de Saint-Imier erstreckt sich von Südwesten nach Nordosten gemäss der Faltenstruktur des Juras in diesem Bereich. Es weist fast keine Krümmung auf und endet unterhalb der Gemeinde Sonceboz-Sombeval an der Engstelle von Le Châtillon, einer weiteren Verschiebungszone. Hier treten die beiden Antiklinalen sehr nahe zusammen und zwängen die Schüss in ein schluchtartig verengtes Tal. Das Vallon de Saint-Imier besitzt keine Nebentäler. Die Schüss wird nur durch einzelne Bäche gespeist, die im Laufe der Jahrmillionen einige kurze Erosionstäler (z. B. Combe Grède) in die Chasseral-Antiklinale gegraben haben so wie der Wildbach Bez. Von links münden die Dou und die Raissette in die Schüss; sie entspringen aus Karstquellen, in welchen das auf den Franches-Montagnes (deutsch Freiberge) versickerte Wasser wieder zutage tritt.
Eine besondere Bodenform stellt der Talkessel Champ Meusel nordöstlich von Saint-Imier dar. Diese fast kreisrunde Vertiefung mit einem Durchmesser von etwa 300 Metern am Südhang des Mont Soleil entstand durch die Erosion eines eiszeitlichen Lokalgletschers. Die Mulde innerhalb der Endmoräne ist ein Naturschutzgebiet mit einem Hochmoor.

## Bevölkerung
Das Tal zählt insgesamt rund 13'300 Einwohner (2003), zentraler Ort ist das namensgebende Saint-Imier mit 5088 Einwohnern. Von den Bewohnern sind rund 90 % französischsprachig, etwas weniger als 10 % geben Deutsch als Muttersprache an (2000). Neun Gemeinden liegen im Tal, von West nach Ost Renan, Sonvilier, Saint-Imier, Villeret, Cormoret, Courtelary, Cortébert, Corgémont und Sonceboz-Sombeval.

## Wirtschaft
Bis gegen Ende des 18. Jahrhunderts war das Vallon de Saint-Imier hauptsächlich durch die Landwirtschaft geprägt. Entlang der Schüss gab es einige Mühlen und Sägereien. Von der Uhrmacherstadt La Chaux-de-Fonds wurde im ausgehenden 18. Jahrhundert die Uhrenherstellung eingeführt. Zuerst basierte diese auf Heimarbeit, als Nebenerwerb der Bauern, später entstanden zahlreiche Fabriken. Ab Mitte des 19. Jahrhunderts entwickelte sich die Uhrenindustrie zusehends, und ein rasanter wirtschaftlicher Aufschwung setzte ein. Damit ging der Bau der charakteristischen kubischen mehrstöckigen Mietshäuser einher, die heute noch die meisten Orte im Tal prägen. Mit der Krise in der Uhrenindustrie, erstmals nach 1930 und dann vor allem in den 1970ern, gingen Hunderte von Arbeitsplätzen verloren, und die Industrie musste auf neue Branchen umstellen. Heute haben der Maschinenbau, die Feinmechanik und die Herstellung von Präzisionsgeräten die grösste Bedeutung, einige Betriebe sind weiterhin in der Uhrenherstellung tätig.

## Verkehr
Das Tal ist dank der frühen Industrialisierung verkehrstechnisch gut erschlossen. Am 30. April 1874 wurde die Eisenbahnlinie von Biel nach Convers eingeweiht, die sämtliche Talgemeinden bedient.
Durch das Vallon de Saint-Imier verläuft die Hauptstrasse 30 von Biel/Bienne nach La Chaux-de-Fonds. Ganz im Osten bei Sonceboz-Sombeval durchquert die 2017 eröffnete Autobahn A16 das Tal.

## Geschichte
Schon zur Römerzeit war das Gebiet begangen, denn über den Col de Pierre Pertuis führte eine wichtige Strasse von Aventicum nach Augusta Raurica. Die erste Besiedlung des Tals erfolgte um das Jahr 600, als der aus der Ajoie kommende Himerius eine Einsiedelei gründete, aus der sich das Benediktinerkloster Saint-Imier entwickelte. Im Jahr 999 kam das Kapitel mit seinen Gütern an den Bischof von Basel. Die Talherrschaft wurde im 10./11. Jahrhundert den Herren von Erguel übertragen, die aus der Region von Besançon kamen und bei Sonvilier das Château d’Erguel errichteten, von dem heute noch die Ruinen erhalten sind. Die Herrschaft Erguel unterstand bis 1792 dem Fürstbistum Basel. Allerdings vergrösserte die Stadt Biel mit der Zeit ihren Einfluss und führte 1530 im Tal die Reformation ein. Von 1797 bis 1815 gehörte die Talschaft zu Frankreich und war anfangs Teil des Département Mont-Terrible, das 1800 mit dem Département Haut-Rhin verbunden wurde. Durch den Entscheid des Wiener Kongresses kam das Gebiet 1815 an den Kanton Bern und ging im Amtsbezirk Courtelary auf.